# Okręg poleski
Okręg poleski – tymczasowa jednostka administracyjna drugiej instancji funkcjonująca na przełomie lat 1920–1921 na obszarze ziem objętych umową o preliminaryjnym pokoju i rozejmie (tzw. Kresy Wschodnie), podpisaną w Rydze 12 października 1920. Siedzibą władz okręgu był Pińsk.
Okręg poleski został utworzony 20 grudnia 1920 przez Rząd RP z części dotychczasowych okręgów administrowanych przez ZCZW (1919-20) i TZTPiE (1920): brzeskiego (południowo-zachodnia część), północnej części wołyńskiego oraz wschodnich skrawków mińskiego. Na czele okręgu stanął naczelnik okręgu, będący przedstawicielem Rządu, odpowiedzialnym wykonawcą zleceń ministrów i zwierzchnikiem władz i urzędów.
W skład okręgu poleskiego weszły powiaty: 
- z okręgu brzeskiego:
  - białowieski (utworzony 12 grudnia 1920)
  - brzeski
  - drohiczyński (utworzony 12 grudnia 1920)
  - kobryński
  - kosowski (utworzony 12 grudnia 1920)
  - łuniniecki (utworzony 12 grudnia 1920, także z części okręgu mińskiego)
  - piński
  - prużański

- z okręgu wołyńskiego:
  - koszyrski (utworzony 12 grudnia 1920)

19 lutego 1921 okręg poleski przekształcono w województwo poleskie, z wyjątkiem powiatu białowieskiego, który przyłączono do utworzonego wcześniej (14 sierpnia 1919) województwa białostockiego.